# Нёйс, Кьелд
Кьелд Нёйс (нидерл. Kjeld Nuis, род. 10 ноября 1989 года, Лейден Нидерланды) — нидерландский конькобежец, 3-кратный олимпийский чемпион, 4-кратный чемпион и 12-кратный призёр чемпионата мира, 2-кратный чемпион Европы, 10-кратный чемпион и 11-кратный призёр чемпионата Нидерландов. В настоящее время выступает за команду "Reggeborgh".

## Биография
Кьелд Нёйс ещё ребенком был очарован катанием на коньках. В возрасте 3-х лет он смотрел соревнования с Ринтье Ритсмой по телевизору. Именно бабушка Труус Нёйс научила его базовым навыкам катания на коньках. Начал кататься на коньках в возрасте семи лет в клубе "IJssport Vereniging Leiden" и вскоре стал выигрывать школьные соревнования, после чего был включен в региональный отбор Голландии. После серьёзной автомобильной аварии в 2003 году, в которой он сломал скулу и глазницу, он не мог тренироваться, сильно отстал и был отозван из региона. Когда Кьелд выздоровел, его отец Ролан составил расписание тренировок, после чего он стал побеждать в региональных соревнованиях.
С 2007 года Нёйс стал выступать на чемпионате Нидерландов среди юниоров, а в сезоне 2008/09 дебютировал на юниорском Кубке мира, где сразу же стал первым в забеге на 1500 м и дважды первым на 1000 м. В сезоне 2009/10 он заключил контракт с командой Жака Ори "Jumbo-Visma" и в 2010 года дебютировал на чемпионате Нидерландов и на Кубке мира. В 2011 году на чемпионате мира на отдельных дистанциях в Инцелле занял 2-е место на дистанции 1000 м, уступив лидеру Шани Дэвису 22 сотых секунды.
В сезоне 2011/2012 на этапах Кубка мира восемь раз попадал на подиум, при этом выиграл на этапе в Херенвене дистанцию 1000 м. Также впервые стал 2-м и 3-м в забегах на 1500 м и 1000 м соответственно на чемпионате Нидерландов. В марте 2012 года вновь стал вторым на чемпионате мира на отдельных дистанциях в Херенвене на дистанции 1000 м. В марте стал впервые обладателем Кубка мира в общем зачёте, после чего ещё дважды побеждал в сезонах 2015/16 и 2016/17.
В 2013 году Кьелд стал чемпионом страны в забегах на 1000 и 1500 м и на чемпионате мира в Сочи занял 4-е место на дистанции 1000 м. Через год стал 5-м на чемпионате мира в спринтерском многоборье в Нагано. В 2015 году выиграл бронзовую медаль на чемпионате мира в Херенвене на дистанции 1000 м.
Через год Нёйс завоевал ещё одну серебряную и бронзовую медали на дистанциях 1500 и 1000 м на чемпионате мира в Коломне, а следом на спринтерском чемпионате мира в спринтерском многоборье в Сеуле поднялся на 2-е место в многоборье. В 2017 году он выиграл серебро на дебютном чемпионате Европы в спринтерском многоборье.
В феврале 2017 выиграл две золотые медали на чемпионате мира в Канныне в забегах на 1000 и 1500 м. Через две недели на чемпионате мира в спринтерском многоборье в Калгари стал бронзовым призёром. В декабре Кьелд выиграл олимпийский отбор на дистанциях 1000 и 1500 м и квалифицировался на олимпиаду. 
В феврале 2018 года на зимних Олимпийских играх в Пхёнчхане Нёйс на дистанции 1500 метров показал лучшее время 1:44,01 и стал олимпийским чемпионом. А также через 10 дней выиграл второе золото в забеге на 1000 метров. В марте на чемпионате мира в спринтерском многоборье в Чанчуне вновь стал серебряным призёром.
Кьелд продолжил побеждать и в следующем 2019 году. На чемпионате мира на отдельных дистанциях в Инцелле завоевал золотую медаль в командном спринте и бронзовую на 1000 м. Следом на спринтерском чемпионате мира в Херенвене стал бронзовым призёром. В 2020 году на чемпионате мира на отдельных дистанциях в Солт-Лейк-Сити выиграл золотую медаль на дистанции 1500 м и серебряную на 1000 м, а также выиграл впервые спринт на чемпионате Нидерландов.
С сезона 2020/2021 он выступает за команду "Reggeborgh" под руководством Герарда ван Велде. В 2021 году он занял 2-е место на чемпионате мира в Херенвене в забеге на 1500 м, а в декабре того года прошёл олимпийскую квалификацию на дистанции 1500 м. В январе 2022 года на чемпионате Европы в Херенвене завоевал золото в забеге на 1500 м и серебро на 1000 м. 
В феврале 2022 года на открытии зимних Олимпийских игр в Пекине нёс голландский флаг и выиграл свою третью золотую олимпийскую медаль в беге на 1500 м. В сезоне 2022/23 Нёйс занял 1-е место в забеге на 1000 м на чемпионате Нидерландов и на чемпионате мира в Херенвене завоевал очередную серебряную медаль на дистанции 1500 м и занял 4-е место на 1000 м.

### Рекорд скорости
В марте 2018 года в Швеции Кьелд установил мировой рекорд в 93 км/ч, а в марте 2022 года на озере Савален в Норвегии побил свой же рекорд по максимальной скорости, достигнутой на коньках, достигнув максимальной скорости 103 км/ч. Он был защищен от ветра воздушным щитом, который тянула машина.

## Награды
- март 2018 года - лауреат премии "Ard Schenk Award", которая вручается конькобежцу года в Нидерландах.
- 23 марта 2018 года - награждён Орденом Оранских-Нассау офицерской степени.[11]
- апрель 2018 года - назван почетным гражданином Эммена в Нидерландах.
- декабрь 2018 года -  назван спортсменом года голландским олимпийским комитетом и Голландской спортивной федерацией.

## Личная жизнь
Кьелд Нёйс живёт с 2019 года с Йой Бёне, конькобежкой национальной сборной. У него есть сын Якс, рождённый в сентябре 2016 года от бывшей мисс Нидерландов Джилл де Роблес, с которой он жил до конца 2018 года в течение 5 лет в Эммене. Увлекается катанием на роликовых коньках, сноуборде и танцует брейк-данс.